# Campo Ascolano
Campo Ascolano è una frazione di circa 5 000 abitanti del comune di Pomezia, nel Lazio. È sorto spontaneamente nei primi anni '50 del Novecento, ma è andato via via delineandosi quasi da subito con la configurazione urbanistica che lo caratterizza tuttora, poiché è stato pianificato sul Piano Regolatore Generale a differenza di altre località dello stesso comune sviluppatesi largamente attraverso edilizia abusiva.

## Toponimo
Il nome deriva da "Pascolano", "Campo Pascolano" e "Campascolano", che sono i vari toponimi con cui veniva identificata l'area negli ultimi secoli dai proprietari che si sono succeduti in questa tenuta, un tempo dipendente da Pratica di Mare e quindi dallo Stato Pontificio. L'attuale toponimo Campo Ascolano è quindi il risultato di refusi nelle trascrizioni documentali ed erronee interpretazioni di manoscritti, che sovrapponendosi nel tempo hanno determinato questa imprecisione.

## Geografia fisica
Campo Ascolano è posto sulla costa centrale del mar Tirreno e più precisamente nella campagna romana, nel tratto conosciuto comunemente come litorale romano ed è il settore ovest-nord/ovest del comune di Pomezia.
Considerando il naturale svolgimento della linea costiera, confina con la più conosciuta frazione di Torvaianica verso sud-sud/est e con l'importante base militare dell'aeroporto Mario de Bernardi di Pratica di Mare, dal versante rivolto all'entroterra.
Il lato nord della frazione, confina con il comune di Roma e più precisamente con la tenuta presidenziale di Castelporziano.

## Clima
Il territorio rientra nel dominio del clima temperato mediterraneo con inverni miti, temperature autunnali superiori a quelle primaverili, estati calde e ventilate.
Tuttavia il microclima locale, rispetto soprattutto all'entroterra ma anche a zone litoranee vicine, determina delle condizioni meteo sorprendentemente stabili rispetto alla media, ed anche in presenza dei rari fenomeni particolarmente avversi, l'area di Campo Ascolano risulta prevalentemente meno penalizzata rispetto a tutto il circondario e al resto della Provincia di Roma. Uno dei fattori determinanti per far scegliere quest'area come sede del vicino Aeroporto di Pratica di Mare dell'Aeronautica Militare.

## Storia
Questo territorio era parte dello Stato Pontificio già nell'Alto Medioevo, ma bisogna assolutamente considerare le testimonianze storiche ed i ritrovamenti archeologici che raccontano di come questo tratto di litorale era parte integrante dell'antica città di Lavinium, fondata secondo il mito da Enea e dagli esuli troiani.
Nello specifico presso l'abitato sud di Campo Ascolano, culminava una diramazione della Via Sacra discendente da Mons Albanus (Monte Cavo) che partendo dal Tempio a Iuppiter Latiaris, si snodava in un percorso di fondamentale importanza sia per i popoli preromani certamente già dall'età del ferro e successivamente anche per i Romani, che toccava via via: Albunea (dove si trovava l'antro del Fauno nei pressi dell'attuale Santa Palomba), l'Heroon di Enea e i XIII Altari presso Lavinium (attuale borgo di Pratica di Mare) ed infine il Tempio al Sol Indiges, a poca distanza dalla spiaggia; edificato all'intersezione con la successiva Via Severiana, ricalcata oggi dal Viale Po di Campo Ascolano.
Questo era dunque territorio sacro per gli indigeni Laurentes già dall'età del bronzo e continuò ad esserlo anche per tutta la Lega Latina successivamente, dove il luogo veniva riconosciuto anche per lo sbarco di Enea in fuga da Troia.
Sol Indiges fu oggetto di rifacimenti e ricostruzioni e l'area vide uno sviluppo portuale che sfruttava una depressione salmastra e la foce dell'attiguo Fiume Numicus certamente in epoca medio-repubblicana, con fortificazioni militari ed ulteriori ampliamenti anche in età imperiale.
Lungo questo tratto di Severiana, e quindi presso l'attuale Campo Ascolano, insistevano diverse ville di notabili romani ed il centro, sorto attorno al tempio al Sol Indiges, continuò ad avere una sua importanza almeno fino al V sec. d.C.; dopo di che iniziò una progressiva ed inesorabile decadenza (così come per Lavinium), in coincidenza col disfacimento dell'Impero romano.
Nei secoli successivi tutto questo territorio del litorale romano passò attraverso le vicende legate all'abbandono, alle scorrerie dei predoni e all'avanzare degli acquitrini, perdendo i fasti di un tempo e contando nel Medioevo solo alcuni punti di riferimento come il riedificato borgo di Pratica e la rocca di Ardea.
Per le famiglie proprietarie di Pratica (e quindi di tutte le terre verso il mare, inclusa la torre del Vajanico edificata nel 1580) succedutesi nei secoli e fino ad oggi (ossia: Baroncini, De Judice, Caprarica, Massimo e infine Borghese) questi luoghi erano solo un mero oggetto di sfruttamento che dipendeva da quanto terreno riuscivano a destinare al pascolo e alle coltivazioni.
Al Catasto Gregoriano di Roma, promosso da Papa Pio VII nel 1816, la tenuta di Campo Ascolano è elencata tra quelle dell'Agro romano, compresa tra le tenute di Petronella Naro, Pratica e Camposelva. La tenuta, appartenente alla famiglia dei Borghese, era destinata in parte a coltivazione, secondo il contratto della terzieria, e ad allevamento di buoi.
In epoche più recenti, e soprattutto con l'unità d'Italia, avvennero poi dei frazionamenti che permisero le prime timide riedificazioni isolate, che aumentarono poi ulteriormente con le bonifiche del '900 e la fondazione di Pomezia nel 1938.
Negli anni 1930 l'attuale area di Campo Ascolano era compresa nella tenuta dei Pinzari. Tutti i terreni che scendevano da Monte d'Oro (subito a nord del Cimitero di Pratica) al mare erano adibiti al pascolo brado (soprattutto pecore e bovini maremmani): c'era appunto il Pascolano (o Campascolano) e nient'altro; nemmeno l'antica Via Severiana era più visibile e a collegare Ostia con la Torre del Vajanico c'era solo una carrareccia nel retroduna (su cui verrà ricalcata decenni dopo la litoranea SP 601).
Lungo quella antenata della litoranea e in prossimità della Torre del Vajanico cominciavano a sorgere qua e là i primi villini dei benestanti di Roma e dei Castelli Romani, mentre nel 1937 fu istituito l'aeroporto di Pratica di Mare, all'interno della tenuta dei Pinzari.
Il 1º novembre 1938 parte della tenuta di Campo Ascolano fu trasferita in proprietà all'Opera Nazionale Combattenti (ONC), per la quale l'Opera diede 180.000 lire come indennizzo per l'esproprio. La tenuta, secondo i dati catastali di Roma, nel 1870 si estendeva per 889 ettari.
Nel dopoguerra, oltre all'aeroporto (che nel frattempo andava diventando una base sempre più importante), nella zona esistevano due soli edifici abitativi e sul mare: il Casino di Caccia dei Borghese (una costruzione merlata nota anche come "la palazzina" o "il castelletto") e la villetta di Tullio Zingarini, un benestante con la passione per la caccia che si era ritirato sul litorale costruendo la sua abitazione nei pressi dell'attuale chiesetta di Sant'Alessandro. Oggi il villino dei Zingarini non è più visibile perché inglobato da costruzioni successive, ma la denominazione di "località Zingarini" sopravvive tuttora.
Nel frattempo avvengono due cose scollegate fra loro, ma fondamentali: i Pinzari cedono alla famiglia Bonanni tutti i terreni fra l'aeroporto e il mare e l'Italia viene scossa dal caso Wilma Montesi, (1953) un tragico evento mediatico che attira l'attenzione sulla neonata Torvajanica.
Di lì a poco comincia una progressiva edificazione lungo la fascia litoranea che salverà solo il tratto dunale proprio in corrispondenza di Campo Ascolano e verrà presentata la prima versione della lottizzazione per quella che diverrà da prima una località di Torvajanica e più recentemente, una vera e propria frazione a sé stante.

## Monumenti e luoghi d'interesse
Il principale luogo di interesse di Campo Ascolano è la sua spiaggia, che incarna al meglio le caratteristiche peculiari della duna e della macchia mediterranea, con le sue acque mediamente più limpide e ricche di vita rispetto al resto del litorale romano; questo per via dell'assenza di caseggiati nei primi 500 metri dalla linea di costa e per la contemporanea presenza delle "Secche di Tor Paterno" che, nella loro porzione più vicina a terra, distano solo poche centinaia di metri dalla battigia.
Come si può intuire da quanto riportato nel paragrafo "Storia", altra zona certamente importante è l'area archeologica del Sol Indiges, nelle immediate vicinanze del caseggiato a sud di Campo Ascolano, dove purtroppo allo stato attuale la quasi totalità delle rovine sono coperte da terra e vegetazione e non sono naturalmente organizzate per effettuare delle visite sistematiche, ma solo mirate con personale qualificato.
Spostandoci all'interno dell'area urbanizzata e trattandosi di frazione sviluppata soprattutto dagli anni '70, le architetture salvo alcune isolate costruzioni più fantasiose, non rivestono particolare attrattiva e quindi l'unico edificio che spicca rispetto al resto, è il gradevole complesso della parrocchia di Sant'Agostino, che emerge al centro della frazione litoranea e nel mezzo di un'ampia superficie che si va strutturando sempre più come un centro città con delle caratteristiche di "bosco urbano", completo di infrastrutture e servizi inseriti in un contesto integrato nel verde.

## Aree naturali e parchi urbani
L'esempio più caratteristico di area naturale del luogo, è la macchia del Pigneto; una vasta distesa boschiva che separa il centro abitato di Campo Ascolano dall'ambiente dunale e dalla spiaggia.
È sostanzialmente un'area integra che conserva le specie più tipiche di questi ambienti, come querce sempreverdi, (lecci soprattutto ma anche sughere) ginepro, corbezzolo, lentisco, mirto, cisto, erica, ginestra, pungitopo ecc. presentandosi in una formazione fitta e compatta che percorrendola con rispetto e attenzione, rivela piccole radure sabbiose e spazi simili a navate naturali, dove la volta è interamente composta dalle chiome degli alberi.
In questo ecosistema locale, si nota una buona presenza di volatili; non rari rapaci diurni o notturni come Gheppi, Poiane, Barbagianni, Civette ed altri, così come più piccoli Pettirossi, Gazze, spettacolari Upupe e sgargianti Martin Pescatori lungo il fosso che attraversa la località. In prossimità della spiaggia gli ormai immancabili Gabbiani, ma molto spesso anche piccoli gruppi di Corriere Grosso e più timidi Fratini che zampettano verso la duna. Periodicamente, grossi Cigni solcano l'acqua a pochi metri dal bagnasciuga.
Non mancano naturalmente rettili ed anfibi caratteristici di questo ambiente, così come mammiferi peculiari della campagna romana, come Volpe, Riccio, Donnola. Presenti ma meno frequenti, Cinghiali ed Istrici.
Una zona verde meno estesa ma non meno rigogliosa, si trova in prossimità dell'area archeologica del Sol Indiges.
Da non perdere come già menzionato sopra, la duna di Campo Ascolano; un ambiente litorale intatto nella sua maggior parte e in cui trovano dimora l'Ammofila, ovvero la pianta più importante dell'arenile per le sue funzioni di consolidante e il bellissimo Giglio di Mare, simbolo di questi luoghi.
Non molto conosciute ma certamente peculiari, le "Secche di Tor Paterno", un insieme di formazioni rocciose di origine vulcanica, distribuite in due distinte zone al largo della spiaggia di Campo Ascolano.
A poche centinaia di metri dalla battigia troviamo le prime "morzate" intervallate fra loro in meno di 5-6 metri d'acqua, da cui spostandosi verso il largo, si incontra il più vasto insieme delle cigliate ricco di anfratti ed impreziosito da rigogliose macchie di Posidonia denominato "Secchitella di Tor Paterno". È un ambiente ricco di Sparidi e tutti i tipi di Molluschi (Cefalopodi, Bivalvi, Gasteropodi) ma anche frequenti Crostacei fra cui l'irruente Astice. Non meno importante è la colorata presenza di diversi tipi di Spugne e Celenterati che lo rendono un ambiente ideale per studiare la Biologia Marina. La profondità media delle zone più interessanti e ricche di cavità, oscilla dai 9 ai 15 metri, mentre la profondità massima si rileva sostanzialmente sulle cadute verso il largo a circa 2 Miglia dalla costa, dove la quota si attesta intorno ai 17 metri.
Un'ampia vallata marina con profondità superiori ai 30 metri, divide la "Secchitella" dalla "Secca", la maggiore di questo sistema. Si trova a circa 4,9 Miglia dalla costa ed il punto meno profondo è un pianoro distribuito fra i 18 ed i 20 metri di profondità. (le profondità massime in cui si effettuano attività sportivo-escursionistiche, superano di poco i 40 metri) Questa zona è "Area Marina Protetta" dal 2000 ed è una vera sorpresa considerando l'abbondanza di fauna marina che la popola in generale, oltre la spettacolare presenza di pesce e variopinti organismi sessili in particolare. Una vera esplosione di vita, che la rende uno dei siti subacquei più ricchi del Tirreno.
Come già accennato, Campo Ascolano è una frazione cittadina caratterizzata da edifici bassi ed ampi spazi verdi; le aree più frequentate da residenti e villeggianti, sono il grande appezzamento di terreno al centro dell'abitato, dove insiste l'unico edificio della Parrocchia di Sant'Agostino e la "Pinetina" di Via Sesia, posta nella zona nord del centro urbano.
Quest'ultima (la Pinetina) è luogo godibile soprattutto d'estate per l'ombra sempre presente, mentre il grande appezzamento centrale è un punto in via di valorizzazione con progetti da moderno parco urbano, che dovrebbero completarsi nel corso del 2024/26